# This Is the End
This is the End er en amerikansk katastrofefilm og sort gyserkomedie fra 2013, skrevet, co-produceret og instrueret af Seth Rogen og Evan Goldberg i deres filminstruktørdebut. I filmen medvirker Rogen, Jay Baruchel, James Franco, Jonah Hill, Danny McBride og Craig Robinson i hovedrollerne og filmen handler om de fiktive versioner af sig selv i kølvandet på en global bibelsk apokalypse.
Filmen er produceret af Mandate Pictures og Rogen og Goldbergs Point Grey Pictures, This is The end fik premiere på Fox Village Theatre den 3. juni 2013 og blev udgivet i biograferne i USA den 14. juni 2013 af Columbia Pictures. Filmen var en anmeldermæssig og kommerciel succes, der indtjente 126 millioner dollars mod et budget på 32 millioner dollars.

## Handling
Jay Baruchel ankommer til Los Angeles for at besøge den gamle ven og canadiske skuespiller Seth Rogen, der inviterer ham til en housewarming, der afholdes af James Franco. Jay har ubehageligt til den overfyldte fest, så Seth følger med ham til en dagligvarebutik for at købe cigaretter. Da stråler af blåt lys kommer ned og suger adskillige folk op i himlen, flygter Seth og Jay tilbage til James hus og finder ud af festen er uskadt. Et jordskælv rammer derefter og publikum skynder sig udenfor, hvor et stort hul pludselig åbner sig i James gård og sluger flere af gæsterne. Seth, Jay, James, Jonah Hill og Craig Robinson løber tilbage ind i huset. Jay fortæller de resterende gæster, at jordskælvet har ødelagt det meste af Los Angeles. De udfører derefter en opgørelse over deres forsyninger, opretter et ransonsystem, går op i huset og afventer hjælp.

## Medvirkende
De fleste af filmens skuespillere spiller fiktive og overdrevne versioner af sig selv:
- Jay Baruchel
- Seth Rogen
- Craig Robinson
- Danny McBride
- James Franco
- Jonah Hill
- Emma Watson
- Kevin Hart
- Paul Rudd
- Rihanna
- Christopher Mintz-Plasse
- Mindy Kaling
- David Krumholtz
- Michael Cera
- Martin Starr
- Aziz Ansari
- Channing Tatum
- Backstreet Boys
- Jason Segel (ikke krediteret)

## Musik
This is the End: Original Motion Picture Soundtrack er soundtracket til filmen. Den blev udgivet den 11. juni 2013  af RCA Records.

## Attraktion
This is the End blev tilpasset til en 3D labyrint med titlen This Is the End 3D til Halloween Horror Nights på Universal Studios Hollywood i 2015. Labyrinten fungerede som begivenhedens første horror/komediebaserede attraktion.